# ایزومری اتصال

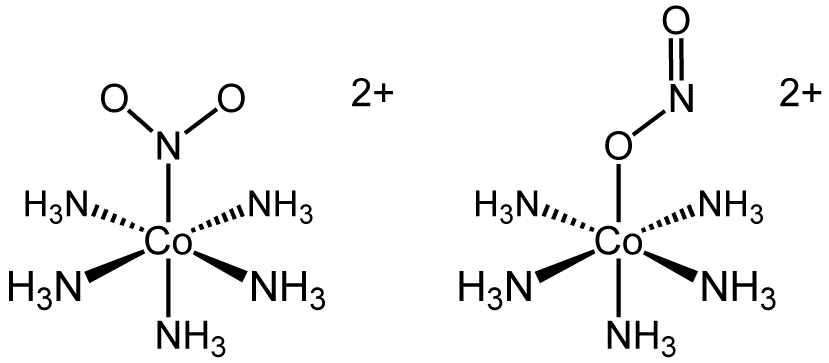
ساختارهای دو ایزومر اتصال برای یون کمپلکس [Co(NH_{3})_{5}(NO_{2}^{2+}.

ایزومری اتصال (به انگلیسی: Linkage isomerism) گونه ای از ایزومری در ترکیبات کوئوردیناسون است که زمانی مشاهده می‌شود که لیگاند متصل شونده به فلز مرکزی دوسردندانه باشد. در نتیجه اتصال از هر یک از این دندانه‌ها می‌تواند یک ایزومر مستقل ایجاد نماید.
لیگاندهای معمولی که باعث ایجاد ایزومرهای اتصال می‌شوند عبارتند از:
- تیوسیانات، SCN − - ایزوتیوسیانات، NCS −
- سلنوسیانات، SeCN − - ایزوسلنوسیانات، NCSe −
- نیتریت، NO۲−
- سولفیت، SO۳۲−